# Biffarius fragilis
Biffarius fragilis är en kräftdjursart som först beskrevs av Biffar 1970.  Biffarius fragilis ingår i släktet Biffarius och familjen Callianassidae. Inga underarter finns listade i Catalogue of Life.